# Natalija Alexandrowna Jemelina
Natalija Alexandrowna Jemelina (russisch Наталия Александровна Емелина; * 20. Juli 1983) ist eine russische Bogenbiathletin.
Natalija Jemelina ist neben Walentina Linkowa die erfolgreichste Bogenbiathletin der zweiten Hälfte des ersten Jahrzehnts der 2000er Jahre. Ihre ersten Erfolge erreichte sie bei den Juniorenrennen der Weltmeisterschaften 2004 in Pokljuka, wo sie die Titel im Sprint, der Verfolgung und mit Jelena Scharafutdinowa und Anna Kletskowa im Staffelrennen gewann. Zudem wurde sie im Massenstartrennen Dritte hinter ihren Staffelkameradinnen. Bei den Weltmeisterschaften 2005 in Forni Avoltri gewann sie im Massenstartrennen vor Olga Koslowa und Jekaterina Lugowkina den Titel. In der Gesamtweltcupwertung 2005 wurde sie hinter Koslowa Zweite, 2006 gewann sie gemeinsam mit Lugowkina die Gesamtwertung. Zudem gewann sie die Wertungen im Massenstart-Weltcup sowie mit Lugowkina im Verfolgungsweltcup und wurde im Sprintweltcup hinter Lugowkina Zweite. Zwei Jahre später gewann Jemelina der WM in Moskau im Verfolgungsrennen hinter Walentina Linkowa und Lugowkina die Bronzemedaille. Bei den bislang letzten internationalen Meisterschaften, den Europameisterschaften 2008 in Moskau, war Jemelina die erfolgreichste Teilnehmerin. Sie gewann alle drei mögliche Titel in Sprint, Verfolgung und dem Massenstart.